# Cynthia Turner
Cynthia Turner (Valletta, 1932 – Msida, 2021. február 1.) máltai zongoraművész.

## Élete
Turner 1932-ben született Vallettában. A Szent Szív kolostor iskolájában tanult. A londoni Királyi Zeneakadémián végezte zongora tanulmányait. Pályafutása további szakaszában Wladimir Horbowski, Carlo Zecchi és Francis Poulenc mellett mélyítette el zongoratechnikáját.
Ő lett Málta legismertebb zongoristája és az egyik leghíresebb zenésze. 1967. november 15-én Erzsébet királynőnek játszott egy királyi előadáson a Manoel Színházban.
Színpadon, rádióban és televízióban lépett fel Máltán, Olaszországban, Franciaországban, Németországban és Egyiptomban. Számos díjat kapott, többek között Palmes Académiques díjat. A Londoni Királyi Zeneakadémia munkatársa lett.
Feleségül ment Anthony Caruanához, két fiuk született: Nicholas és Christopher.
1987-ben, amikor a Máltai Nők Nemzeti Tanácsa létrehozta a Bice Mizzi Vassallo Zenei Versenyt; Turner a szervezőbizottság tagja volt, és a verseny bírálóbizottságának elnöke.
2004-ben megkapta a Nemzeti Érdemrendet, amely Málta egyik legmagasabb kitüntetése.
Turner a Covid19-pandémia idején kapta el a Covid19-et Máltán, miközben csípő- és csuklótörése miatt kezelést kapott. 2021. február 1-jén halt meg, 88 évesen.

## Fordítás
- Ez a szócikk részben vagy egészben  a   Cynthia Turner című angol Wikipédia-szócikk ezen változatának fordításán alapul.  Az eredeti cikk szerkesztőit annak laptörténete sorolja fel. Ez a jelzés csupán a megfogalmazás eredetét és a szerzői jogokat jelzi, nem szolgál a cikkben szereplő információk forrásmegjelöléseként.